# Strike Fighter Squadron 125
Escadron de chasseur d'attaque 125
Le Strike Fighter Squadron 125 (VFA-125), également connu sous le nom de "Rough Raiders", est un escadron de F-35C Lighting II de l'US Navy stationné à la Naval Air Station Lemoore (NAS Lemoore), en Californie. Il s'agit d'un escadron de remplacement (Fleet Replacement Squadron (FRS) de F-35C opérationnel de la Marine.

## Historique
Il y a eu trois escadrons distincts connus sous le nom de Rough Raiders. Le  premier VA-125 a été créé en 1946 sous le nom de Reserve Attack Squadron VA-923. 
Il a été activé pour le service dans la guerre de Corée le 20 juillet 1950, redésigné 'VA-125 en février 1953 et a été supprimé le 10 avril 1958. Le deuxième VA-125 a été créé le 30 juin 1956 sous le nom de VA-26 et redésigné VA-125 Rough Raiders le 11 avril 1958, un jour après la désinstallation du premier VA-125. Ce deuxième VA-125 a été supprimé le 1er octobre 1977.

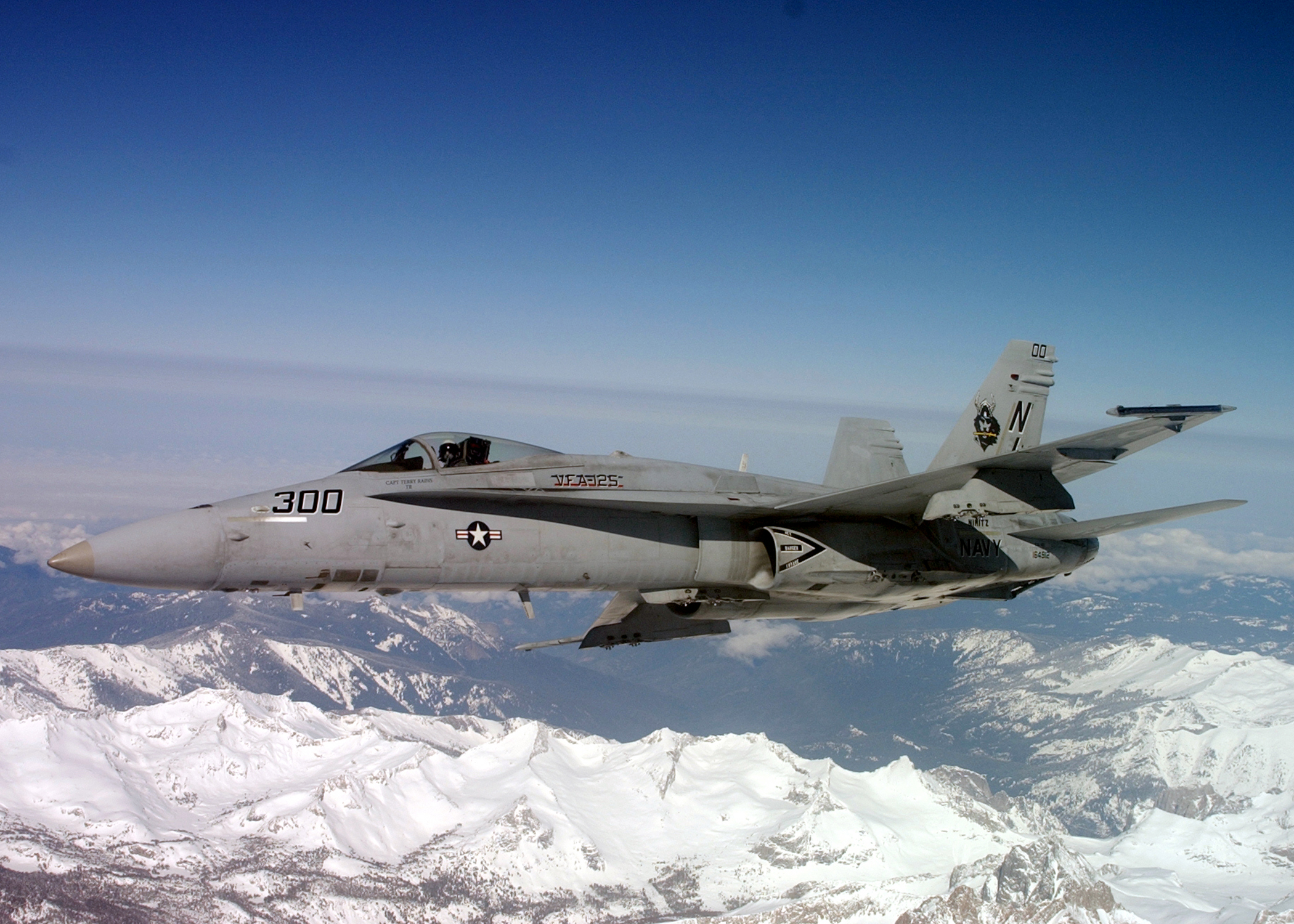
Un F/A-18C du VFA-125 en 2003

Les VFA-125 "Rough Raiders" ont été créés le 13 novembre 1980 à la NAS Lemoore, en Californie, devenant le premier escadron F/A-18 de la Marine. Le VFA-125 a reçu son premier avion en avril 1981 et, en mars 1985, avait accumulé plus de 30.000 heures de vol sans incident avec le Hornet.
Le 1er octobre 2010, le VFA-125 a été désactivé en tant qu'escadron de remplacement de la flotte F/A-18, et ses aéronefs et son personnel ont été intégrés au Strike Fighter Squadron 122(VFA-122).

## Mission
Les "Rough Raiders" ont formé des pilotes de F/A-18 pour l'US Navy, des pilotes et des officiers de bord navals pour l'United States Marine Corps, ainsi que des pilotes et des officiers de systèmes d'armes pour divers pays de l'OTAN et alliés. La formation en vol a été complétée par les derniers simulateurs de vol informatisés à la fine pointe de la technologie et des instructions académiques informatisées pour améliorer la compréhension et les performances du Hornet. De plus, l'escadron menait régulièrement des détachements d'attaque et de chasse au Naval Air Station Key West en Floride, au Naval Air Facility El Centro en Californie et au Naval Air Station Fallon au Nevada, ainsi qu'à bord de porte-avions dans les océans Pacifique et Atlantique.
Le VFA-125 effectuait en moyenne 1 500 heures de vol par mois et formait environ 120 pilotes chaque année. Des pilotes de l'US Navy, de l'US Marine Corps, de la Royal Air Force, des Forces canadiennes (maintenant l'Aviation royale canadienne), de l'Aviation espagnole, de la Force aérienne royale australienne, de la Force aérienne grecque, de la Force aérienne koweïtienne et des L'armée de l'air finlandaise a été formée au VFA-125. En mai 1996, le VFA-125 avait accumulé plus de 70.000 heures de vol sans incident avec le Hornet. En janvier 1998, c'était le premier escadron de préparation de la flotte à dépasser les 100.000 heures de vol sans incident.
Le VFA-125 était également responsable de la transition des aviateurs navals expérimentés d'autres aéronefs, tels que l'A-6 Intruder, le F-14 Tomcat et le S-3 Viking, vers le Hornet, car ces avions précédents ont été retirés des escadrons opérationnels. Il fournissait aussi des avions de remplacement aux unités opérationnelles. L'homologue de la côte est du VFA-125 était le Strike Fighter Squadron 106 (VFA-106 initialement au Naval Air Station Cecil Field (en) jusqu'à la fin de 1999, puis au Naval Air Station Oceana. De plus, VMFAT-101 au Marine Corps Air Station El Toro et plus tard au Marine Corps Air Station Miramar a également formé des opérateurs de Hornet de la Marine et du Corps des Marines.

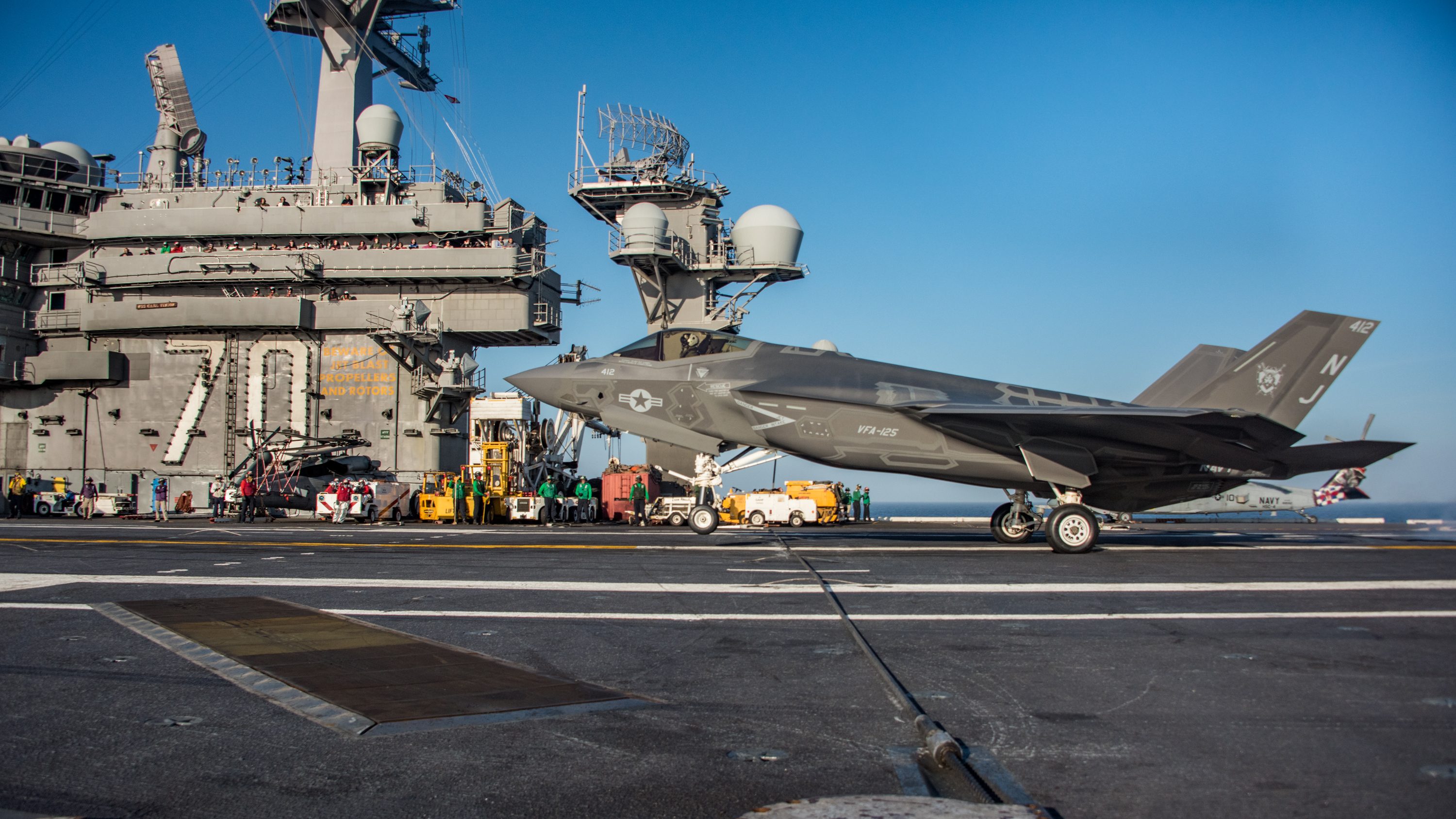
Un F-35C du VFA-125 atterrit sur l'USS Carl Vinson le 18 octobre 2017

Le 1er octobre 2010, le VFA-125 a été désactivé et ses avions et son personnel ont été fusionnés dans le VFA-122. L'escadron fusionné a poursuivi ses opérations sous le nom de VFA-122 Flying Eagles tandis que l'utilisation du nom VFA-125 Rough Raiders a été suspendue jusqu'en janvier 2017.
L'escadron a été réactivé au NAS Lemoore le 12 janvier 2017 sous le nom de F-35C Lightning II FRS de la côte ouest. Il a reçu son premier avion le 25 janvier 2017,  transféré du VFA-101.